# Emeopedus variegatus
Emeopedus variegatus är en skalbaggsart som beskrevs av Fisher 1927. Emeopedus variegatus ingår i släktet Emeopedus och familjen långhorningar. Inga underarter finns listade i Catalogue of Life.